# Le voleur
Le Voleur, em inglês The Thief of Paris (Brasil: O Ladrão Aventureiro / Portugal: O Ladrão de Paris) é um filme franco-italiano de 1967, dirigido por Louis Malle.

## Elenco
- Jean-Paul Belmondo
- Marie Dubois
- Paul Le Person
- Julien Guiomar
- Geneviève Bujold
- Christian Lude
- Françoise Fabian
- Marlène Jobert
- Bernadette Lafont